# Heterodermia antillarum
Heterodermia antillarum är en lavart som först beskrevs av Vain., och fick sitt nu gällande namn av Swinscow & Krog. Heterodermia antillarum ingår i släktet Heterodermia och familjen Physciaceae.   Inga underarter finns listade i Catalogue of Life.